# Ланкастер (Нью-Йорк)
Ланкастер (англ. Lancaster) — місто (англ. town) в США, в окрузі Ері штату Нью-Йорк. Населення — 45 106 осіб (2020).

## Демографія
Згідно з переписом 2010 року, у місті мешкали 41 604 особи в 16 559 домогосподарствах у складі 11 122 родин. Було 17290 помешкань
Расовий склад населення:
| - 97,0 % — білих - 1,0 % — чорних або афроамериканців - 0,6 % — азіатів - 0,2 % — корінних американців |

До двох чи більше рас належало 0,9 %. Частка іспаномовних становила 1,4 % від усіх жителів.
За віковим діапазоном населення розподілялося таким чином: 22,8 % — особи молодші 18 років, 62,8 % — особи у віці 18—64 років, 14,4 % — особи у віці 65 років та старші. Медіана віку мешканця становила 41,7 року. На 100 осіб жіночої статі у місті припадало 93,8 чоловіків;  на 100 жінок у віці від 18 років та старших — 91,2 чоловіків також старших 18 років.
Середній дохід на одне домашнє господарство  становив 84 713 долари США (медіана — 68 647), а середній дохід на одну сім'ю — 102 136 доларів (медіана — 90 161). Медіана доходів становила 59 213 долари для чоловіків та 44 558 доларів для жінок. За межею бідності перебувало 5,7 % осіб, у тому числі 8,2 % дітей у віці до 18 років та 5,0 % осіб у віці 65 років та старших.
Цивільне працевлаштоване населення становило 23 363 особи. Основні галузі зайнятості: освіта, охорона здоров'я та соціальна допомога — 25,0 %, виробництво — 12,1 %, роздрібна торгівля — 11,5 %.